# Milion posagu
Milion posagu – powieść obyczajowa Józefa Ignacego Kraszewskiego, napisana w wołyńskim okresie jego twórczości i wydana w 1847 roku.